# 丁恭 (明朝宦官)
丁恭（1493年3月17日—1543年7月9日）， 保定府安肃县孟村社大王店人，嘉靖时御用监太监。

## 生平
弘治六年（1493年）出生。正德十一年（1516年）选入宫廷，任答应。嘉靖五年（1526年）升为御马监长随。嘉靖六年（1527年）升为御马监奉御，后转任御用监管事。嘉靖七年（1528年）升为御用监右监丞。嘉靖八年（1529年）升为御用监左监丞。嘉靖九年（1530年）升为御用监右少监。嘉靖十年（1531年）升为御用监左少监。嘉靖十一年（1532年）升为御用监太监，乾清宫的答应。嘉靖年间赏赐蟒衣。嘉靖二十二年（1543年）去世，享年五十一岁。

## 亲属
- 丁太（父）
- 樊氏（母）
- 丁五（长子）
- 丁公（次子）